# Terremoto de Kermanshah de 2017
El terremoto de Kermanshah de 2017 se produjo el 12 de noviembre a las 18:18 UTC (hora estándar de 21:48 Irán, hora estándar de 21:18 Arabia), con una magnitud de 7.3 Mw en la frontera entre Irán e Irak, justo dentro de Irán, en la provincia de Kermanshah, con epicentro aproximadamente 32 kilómetros (20 millas) al sur-suroeste de la ciudad de Halabja, en el Kurdistán iraquí.
Se sintió en todo el Oriente Medio a través de Irak hasta lugares tan lejanos como la península arábiga, Anatolia y el Levante mediterráneo. Con más de 630 fallecidos, 8100 heridos, así como muchos desaparecidos, fue el terremoto con la cifra más alta de fallecidos durante 2017.

## Geología de Medio Oriente

Geológicamente hablando, casi todo el territorio de Irán forma parte de la placa Euroasiática, por otra parte, el territorio de Irak y una parte del suroeste de Irán forman parte de la placa arábiga. La zona norte de la frontera política entre Irak e Irán también es la frontera geológica de las dos placas ya mencionadas.

La sismicidad registrada en Oriente Medio y sus alrededores se debe al desplazamiento de cuatro placas tectónicas principales (Arabia, Eurasia, India y África) y de un bloque tectónico de menor tamaño (Anatolia). El desarrollo geológico de la región se explica por diferentes procesos que afectan a estas placas tectónicas, como la subducción (un movimiento por el que una placa se introduce debajo de otra) o las fallas de transformación a gran escala, entre otros. La variedad de mecanismos geológicos observados en esta zona producen no solo fuertes terremotos, sino también la aparición de sistemas montañosos, entre los que se encuentran algunos de los picos más altos del mundo.

## Antecedentes
Durante el último siglo, la región afectada por este terremoto ha experimentado al menos otros cuatro sismos de magnitud superior a 6. El más reciente de este tipo fue un temblor de magnitud 6,1, registrado en 1967, que sacudió una zona situada a cien kilómetros de la frontera entre Irán e Irak. En noviembre de 2013, un par de sismos de magnitud 5,6 y 5,8 afectaron una región diferente, localizada a 60 kilómetros de Halabja. Mayores, sin embargo, fueron los sismos ocurridos entre los años cincuenta y los sesenta, que se produjeron a 200 kilómetros al sudeste de la frontera con magnitudes superiores a 6. Ninguno de estos eventos causó daños significativos personales o materiales. En junio de 1990, sin embargo, se registró un terremoto de magnitud 7,4 en un lugar ubicado a una distancia de 400 kilómetros al noroeste del hipocentro actual. Se estima que este fuerte sismo, sucedido en la región iraní de Rasht-Qazvin-Zanjan, causó entre 40.000-50.000 muertos, más de 60.000 heridos y dejó a aproximadamente 600.000 personas sin hogar.

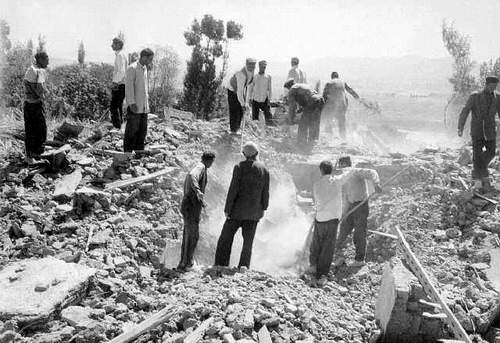
Terremoto de 1962 ocurrido en el centro de Irán.
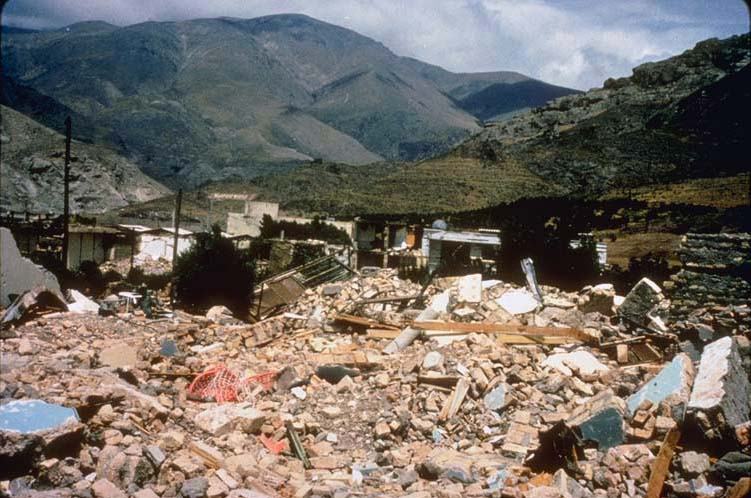
Terremoto de 1990 ocurrido al noroeste de Irán.
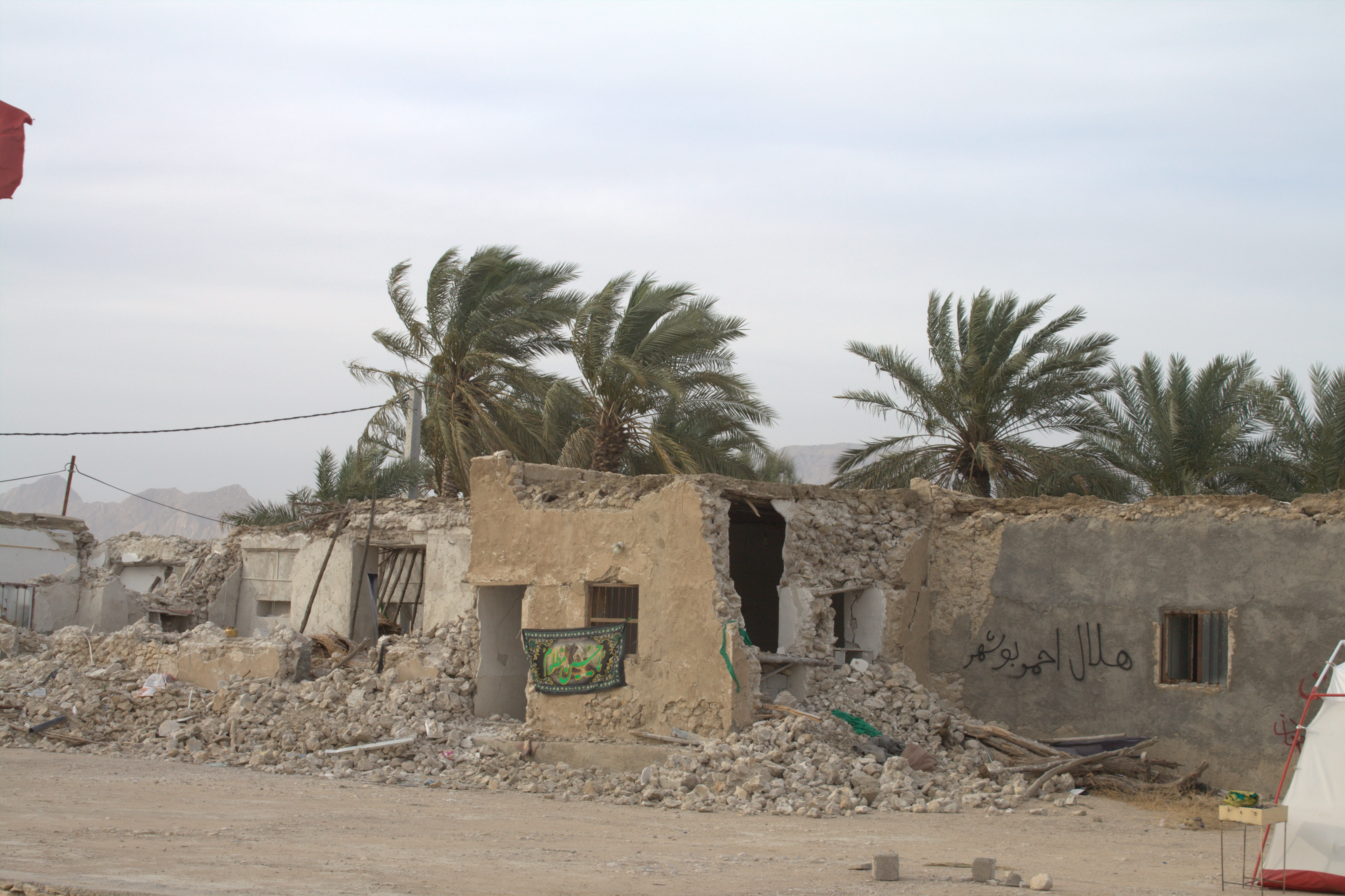
Terremoto de 2013 ocurrido al sureste de Irán.

## Terremoto

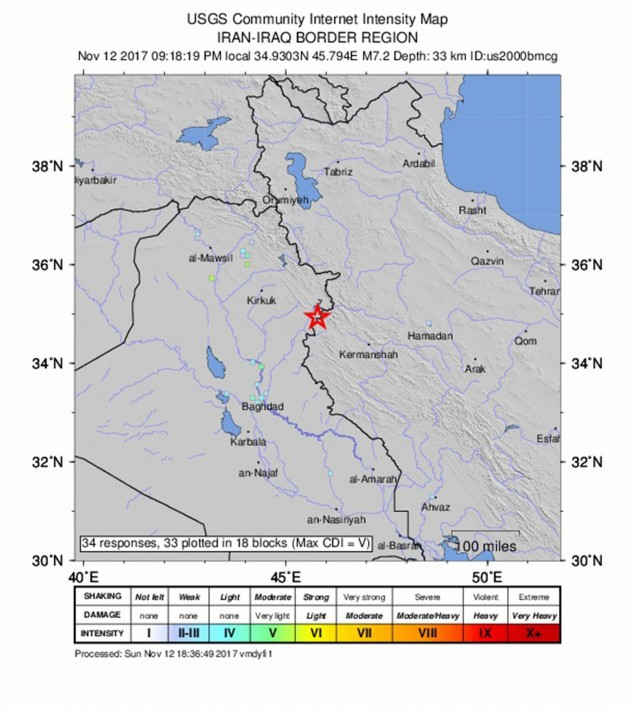
Lugar del sismo marcado con una estrella roja.

El terremoto ocurrió cerca de la frontera entre Irán e Irak, aproximadamente a 220 kilómetros (136,7 mi) al noreste de Bagdad, cerca de donde convergen las placas tectónicas Arabiga y Euroasiática.
Es el terremoto más fuerte registrado en la región desde el evento de magnitud 6.1 Mw de enero de 1967, que fue parte de una serie de fuertes terremotos a lo largo de los límites de la placa durante las décadas de 1950 y 1960. El terremoto se sintió en Turquía, Israel y los Emiratos Árabes Unidos. El servicio sismológico iraní registró al menos 50 réplicas tan sólo unas horas después del terremoto.

### Explicación del sismo

Magnitud del sismo desde las 00:00 horas hasta las 12:00 horas del 12 de noviembre.

De acuerdo al Servicio Geológico de los Estados Unidos, el terremoto tuvo una magnitud de 7.3 MW y fue provocado por el movimiento de una falla de cabalgamiento sobre un área extensa.
En la región donde se produjo el sismo, según el Servicio Geológico de Estados Unidos, la placa de Arabia se desplaza hacia el norte con respecto a la placa de Eurasia, introduciéndose por debajo de ella mediante el proceso de subducción a una velocidad aproximada de 26 milímetros por año. El movimiento convergente de ambas placas tectónicas se produce a lo largo de un límite de placa en las proximidades del lugar del terremoto.

## Fallecimientos y daños
Se reportó que más de 455 personas fallecieron y hubo más de 7,000 heridos, siendo la provincia de Kermanshah la zona más afectada. La ciudad de Sarpol-e Zahab resultó gravemente afectada, con su hospital dañado y al menos 142 fallecidos.

### En Irán

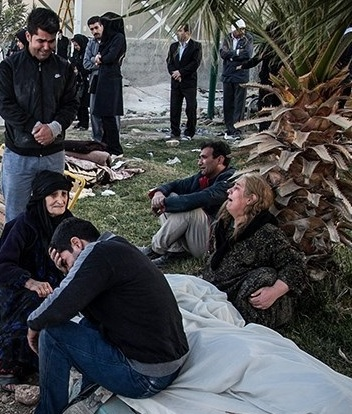
Grupo de personas en la ciudad de Sarpol-e Zahab llorando junto al cuerpo de una víctima.

El país más golpeado por el terremoto fue Irán, donde cerca 448 personas fallecieron y otras 6.700 resultaron heridas. La situación se agravó aún más debido debido a la dificultad para llegar a las áreas remotas damnificadas.
También, varias construcciones resultaron dañadas como casas, edificios, zonas departamentales, mezquitas, entre otras que han presentado daño parcial o total. Pero, la ciudad de Sarpol-e Zahab fue la ciudad más afectada por el sismo, se reportó la muerte de al menos 280 personas.

### En Irak
Al menos ocho personas murieron y otras quinientas resultaron heridas en Irak, de acuerdo a oficiales en el Kurdistán iraquí. Además, se presentaron múltiples daños en ciudades y poblados cerca de la frontera con Irán, lugar del epicentro de movimiento.

## Respuesta a la catástrofe

### Ciudadanía
Después de que varias construcciones cayeron a causa de la fuerza y potencia del sismo, los habitantes de las ciudades afectadas empezaron a ayudar rápidamente para remover los escombros y tratar de salvar a los sobrevivientes que se encontraban atrapados.
Al colapsar el sistema eléctrico, telefónico y de agua de algunas ciudades, se mostraron muestras de solidaridad entre los habitantes de algunas ciudades que ofrecieron algunos de estos servicios para que los afectados pudieran comunicarse y mantenerse informados.
Varias cadenas televisivas lograron captar el momento exacto en que el sismo comenzaba y al terminar, cortaron la programación anterior y empezaron a informar a la ciudadanía de lo que estaba ocurriendo así como mantenerlos al tanto de lo que ocurría.

### Respuesta presidencial y ayuda gubernamental

#### En Irán

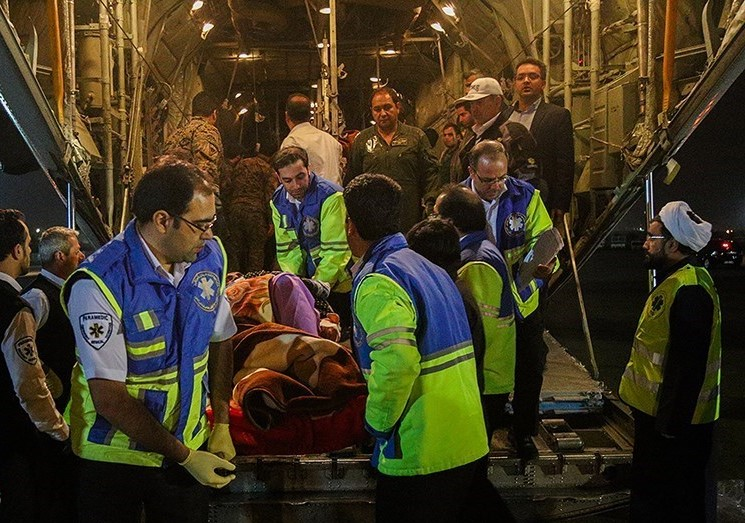
Transporte aéreo de heridos graves hacia Teherán.

Las autoridades iraníes decretaron estado de emergencia para las provincias occidentales. La Media Luna Roja de Irán, el Cuerpo de Guardianes de la Revolución Islámica y el Ejército persa enviaron personal para apoyar a las personas y zonas dañadas. Un comité de gestión de crisis presidido por el ministro iraní del Interior, Abdolreza Rahmani Fazli, acordó el envío inmediato de todos los artículos vitales, incluidas tiendas de campaña, alimentos de primera necesidad, medicamentos y agua potable, entre otros insumos de primera necesidad. El gobernador de Kermanshah, Hushang Bazvand, decretó tres días de luto oficial, en tanto que las escuelas permanecieron cerradas.
El líder supremo de Irán, el ayatolá Ali Jamenei, ofreció sus condolencias a las víctimas e instó a todas las agencias oficiales a ayudar a los afectados. El gobierno anunció un día de luto. Además, ordenó a los militares, fuerzas de seguridad y fuerzas de movilización del país a ayudar cuanto antes a las víctimas y damnificados.

#### En Irak
Funcionarios de salud kurdos informaron que al menos seis personas murieron en Irak y al menos 68 resultaron heridas, agregando que en los distritos del norte del Kurdistán iraquí fallecieron siete personas y unas 325 resultaron heridas. 
Autoridades de Irak dijeron que el área más afectada del país era el distrito de Darbandikham, cerca de la frontera con Irán, donde al menos 10 casas se derrumbaron y el único hospital quedó muy dañado. El terremoto se sintió también en Bagdad.

### Reacciones y ayuda internacional
El Gobierno de la República Bolivariana de Venezuela, expresó sus condolencias a la República Islámica de Irán y a la República de Irak, ante las trágicas pérdidas humanas y materiales, producto de un terremoto que afectó a ambas naciones.
El papa Francisco expresó su “profunda tristeza” por el terremoto que ha provocado cientos de muertos y heridos en localidades de Irán e Irak; pidió bendiciones de “consuelo y fuerza” para los equipos encargados del rescate de personas. "Su Santidad, el papa Francisco, está profundamente entristecido tras saber sobre el fuerte terremoto”, señaló en dos mensajes en nombre del pontífice el secretario de Estado vaticano, Pietro Parolin, idénticos para Irán e Irak. El papa “asegura a todos los afectados por esta tragedia sus oraciones de solidaridad” y ofreció “sus rezos por las víctimas mortales y les encomienda a la misericordia del Altísimo”. “En cuanto a los heridos y a las autoridades sanitarias y civiles encargadas del rescate y las hospitalizaciones, Su Santidad invoca bendiciones de consuelo y fuerza”, concluye el mensaje.
El gobierno de México, a través de la Secretaría de Relaciones Exteriores (SRE), expresó su profundo pesar y sinceras condolencias a los pueblos y a los gobiernos de la República Islámica de Irán y de la República de Irak por los cientos de víctimas y heridos.
El titular del Ministerio de Transporte y del Ministerio de Inteligencia israelí, Yisrael Katz, ofreció sus condolencias, pero sin que se comunicara algún tipo de ayuda material por parte de Israel. Cabe destacar que Israel no mantiene relaciones diplomáticas con ninguno de ambos países, aunque sí mantiene un lazo de amistad con la población kurda de la zona afectada en Irak.
La canciller ecuatoriana, María Fernanda Espinosa, se solidarizó con las víctimas diciendo: “Expresamos nuestras condolencias por las víctimas a causa del #terremoto que afectó la zona de frontera entre Irak e Irán. Nuestra total solidaridad con los familiares de los afectados”, en su cuenta de Twitter.
El secretario general de las Naciones Unidas, Antonio Guterres, ha expresado este lunes su pesar por las muertes en el sismo registrado y expresó la plena disposición del organismo para contribuir a las operaciones de búsqueda.
Asimismo, la alta representante de la Unión Europea (UE) para Asuntos Exteriores, Federica Mogherini, ha ofrecido el apoyo comunitario a Irán e Irak tras el terremoto: “Sabemos muy bien que cuando hay un terremoto de semejante magnitud es difícil hacerle frente, así que también (aprovecho) para expresar la disposición de la UE de apoyar en todas las formas que se puedan considerar útiles”, ha afirmado la política italiana.
El embajador de Alemania en Teherán, Michael Klor-Berchtold, a su vez, mediante un mensaje en Twitter ha mostrado su profundo pesar por la tragedia y expresó plena disposición de Berlín para asistir, en caso necesario, a las operaciones de rescate.
El Ministerio de Asuntos Exteriores de Turquía dijo en un comunicado que el pueblo turco está al lado de los “hermanos pueblos” de Irán e Irak y que está preparado para ayudar al país persa si así lo solicita.
Mientras tanto, el Gobierno de Pakistán también expresó sus más profundas condolencias por la pérdida de vidas y las lesiones sufridas por los “hermanos iraníes e irakíes”, y desea pronta recuperación de los heridos.  
El primer ministro de Israel, Benjamin Netanyahu, expresó que ofreció ayuda a través de la Cruz Roja Internacional, además de decir que Israel no tiene problemas con el pueblo iraní, sino que los inconvenientes son con los dictadores que lo someten.[cita requerida]